# Giancarlo Toniutti
Giancarlo Toniutti (Udine, 21 marzo 1963) è un musicista, compositore e antropologo italiano, studioso di linguistica e morfologia.

## Biografia

### Toniutti e l'elaborazione sintetica
Giancarlo Toniutti inizia il suo percorso musicale nel 1978 quando comincia a lavorare assieme a Tiziano Dominighini attorno a costruzioni sonore elettroacustiche free, anche con sintetizzatori analogici, ispirandosi alle improvvisazioni della musica elettronica tedesca. È del 1980 il loro primo album su cassetta dal titolo "Since angle end (vitrified trajectory)" firmato Airthrob in, a cui seguì il secondo "Sound-Placing" del 1982 e la partecipazione alle compilations Trax of Poland, uscita per la Trax di Vittore Baroni, e The Extraction, uscita con il numero 7 della fanzine di musica post-industriale The Scream tra il 1983 ed il 1984.
Già dal 1982 Toniutti aveva iniziato una produzione solista con l'album Wechselwirkung, in cui appare evidente un progredire della composizione fatta di 16 elementi sonori contrapposti ed alternati in rapporti di pause ed avanzamenti, di pieni e vuoti che vanno a formare le 5 tracce che compongono il nastro. Sono del 1983 i due album successivi dal titolo Das Todesantlitz, che non si discosta molto dallo stile compositivo del primo, e Metánárkōsis, considerato il nastro meglio riuscito di questa prima fase, in cui Toniutti fa largo uso di strumenti di sintesi elettronica. Nelle composizioni appaiono evidenti le strutture compositore, su cui vengono innestate una serie di unità sonore dall'andamento ondulato e galleggiante, a formare paesaggi sonori mai rigidi ed incastrati.
La produzione dei primi tre album coincise poi con i primi studi di musica elettronica al Conservatorio Benedetto Marcello di Venezia dal 1982 al 1985 con Alvise Vidolin

### Toniutti e l'elaborazione elettroacustica
È proprio in coincidenza con gli studi con Alvise Vidolin che il suo lavoro evolve progressivamente in una ricerca elettroacustica e sperimentale basata sull'uso di fonti sonore esclusivamente di origine acustica, trattate con apparecchi analogici (nastro magnetico).

### Le collaborazioni
Dopo diverse pubblicazioni discografiche e collaborazioni (Conrad Schnitzler, Andrew Chalk, Siegmar Fricke), dal 1998 ha iniziato a sviluppare anche un progetto di siti sonori, ovvero collocazioni nello spazio geografico di suoni, con 4 realizzazioni sino ad ora (2012) e dal 2007 una lunga serie di concerti quadrifonici e più recentemente una collaborazione con James Wyness.
Giancarlo Toniutti svolge anche ricerche nei campi della morfologia, linguistica e antropologia, con diverse pubblicazioni e conferenze all'attivo.

## Discografia

### Solista
- 1982 - "Wechselwirkung" (Cassetta, Giancarlo Toniutti)
- 1983 - Metánárkōsis (Cassetta, Giancarlo Toniutti)
- 1983 - Das Todesantlitz (Cassetta, Giancarlo Toniutti)
- 1985 - La Mutazione (LP album, Broken Flag)
- 1986 - epigènesi (LP album + Libretto, Giancarlo Toniutti)
- 1990 - Кулáк (camma), con Conrad Schnitzler (LP album, Urlo Panseri Editore)
- 1993 - Tahta Tarla, con Andrew Chalk (LP album + Libretto, Pans'urlo Panseri)
- 1997 - *KO/USK-, con Siegmar Fricke (CD/Libro, Pans'ur Pans, Cjàse Me)
- 2007 - Ura Itam Taala' Momojmuj Löwajamuj Cooconaja (remember how during the summer we sucked the löwa of the womenfolk) (CD, Mini, Ferns Recordings)
- 2008 - Qʷalsamtimutkʷʔitaluc'ik (and now he almost did make himself into hemlock needles, it is said) Sound-Field for Rattle-Harp (CD+Libretto, Alluvial Recordings)
- 2009 - La Mutazione (CD + libretto, Klanggalerie) - riedizione ampliata
- 2009 - the early tapes period (3LP + 10" EP + Libretto Box Set, VOD-Records) - riedizione delle prime tre cassette con inediti
- 2010 - Iĝilaĝiilal aglalgal (was brought together in baidars) (CDr, Mini, Kaon)
- 2015 - La Mutazione (LP + CD, Black Truffle) - riedizione su vinile con Cd inedito
- 2015 - Counterchronology, con Tiziano Dominighini (CD, Final Muzik)
- 2016 - the Sound-Placing land bridge, con Tiziano Dominighini (CD + libretto, menstrualrecordings)
- 2019 - l'appendino (1849) (LP, menstrualrecordings)
- 2020 - drookitarlùp, con James Wyness (CD + libretto + spartito, spazio di Hausdorff)
- 2021 - Batlahatli, con James Wyness (CD + libretto, spazio di Hausdorff)
- 2023 - disperse specie del mio sonno che mai ritornerà (LP edizione limitata, Astres d'Or)
- 2024 - bàardum guùmuse (for your red tongue) (CD + libretto, Anomalous records)
- 2024 - due scritti imperfetti, con Deison, Massimo Toniutti (CD, 13)
- 2025 - argille (LP edizione limitata, Astres d'Or)

Compilazioni
- 1982 - dämmerig (LP, AAVV, International Friendship, Syncord 1983)
- 1983 - Attimo 3 (3LP+10"EP+Libretto Box Set, Giancarlo Toniutti, the early tapes period, VOD-Records 2009)
- 1983 - Postsarkom (invasione)+(embrionìa) (5LP Box Set/5CD Box Set, AAVV, Broken Flag a restrospective 1982-1985, VOD-Records 2007/2012)
- 1983 - Some Fibres (Cassetta, AAVV, Trial By Ordeal, Broken Flag 1984) - riedito su (5LP Box Set/5CD Box Set, AAVV, Broken Flag a restrospective 1982-1985, VOD-Records 2007/2012)
- 1983 - Neocortex (Cassetta, AAVV, Trial By Ordeal, Broken Flag 1984) - riedito su (5LP Box Set/5CD Box Set, AAVV, Broken Flag a restrospective 1982-1985, VOD-Records 2007/2012)
- 1984 - Apoplettica (CD+libretto, Giancarlo Toniutti, La Mutazione, Klanggalerie 2009)
- 1984 - "...dalla bocca della bestia selvaggia..." (LP, AAVV, Transatlantic Overdub, De Fabriek 1985)
- 1984 - oggetti di torture dinamiche (3LP+10"EP+Libretto Box Set, Giancarlo Toniutti, the early tapes period, VOD-Records 2009)
- 1984 - torace a sviluppo verticale (3LP+10"EP+Libretto Box Set, Giancarlo Toniutti, the early tapes period, VOD-Records 2009)
- 1984 - in ossa nere (Cassetta, AAVV, Macchinazione, DN1985)
- 1985 - dell'atrocità sui calcagni (Cassetta, AAVV, Aritmia, Doposhot 1986)
- 1985 - covar peste in cagna (LP, AAVV, Never Say When, Boken Flag 1987)
- 1985 - clitoride-caule (Cassetta, AAVV, New Babel, AC1986)
- 1986 - clavicola inostro (Cassetta, AAVV, Wolfsangel, Nihilistic Recordings 1987)
- 1986 - .ènkhyma sia. (Cassetta, AAVV, Molteplice Enarmonico, Technological Feeling 1986)
- 1986 - mikro-organon rudimentale erettile (Cassetta, AAVV, De Arte Moriendi, Misty Circles 1986)
- 1986 - l'occhio avviene (all'occhio) dalla nuca (Cassetta, AAVV, The Storm of the Passion, S.P. 1986)
- 1986 - reseca litolalìa (Cassetta, AAVV, Le Petit Mort', Cthulhu records 1987)
- 1986 - ergodìque per piccole labbra (Cassetta, AAVV, A Crutch or Reel or Water-plant, Epitapes 1992)
- 1986 - per lo sterno afazija (Cassetta, AAVV, Caustic Showers, Caustic Tapes 1986)
- 1986 - (trakheîa) a-phôné (Cassetta, AAVV, Registro de Voces, IEP 1987)
- 1986 - stanza, 57 scritture (Cassetta, AAVV, Osculum Infame, M.T.T. Records 1987)
- 1987 - Rododèndro (Cassetta, AAVV, Let's talk of graves, and worms..., Epitapes 1987)
- 1987 - àcaro-diplopìa (Cassetta, AAVV, My dream date with Boyd Rice, Epitapes 1987)
- 1987 - rasùranìdo (LP, AAVV, Undying, Freedom in a Vacum 1991)
- 1989 - Joanissei (Cassetta, AAVV, Flower God, Epitapes 1992)
- 1990 - a x‘éi shat‘íx' (CD, AAVV, Itinéraire, Selektion 1995)
- 1996 - hal qájgein hal qáagalgan (4CD, RLW, Tulpas, Selektion 1997)
- 1998 - awijágandeng mónni (CD, AAVV, The sound of nature the nature of sound, kaon 2001)
- 2004 - haw RumRudada (4LP set, AAVV, Viva Negativa! - A Tribute to TNB, Vinyl-on-Demand 2005/2006 ≠ 2CD set, AAVV, Viva Negativa! - A Tribute to TNB vol.II Europe, VOD 2010)
- 2004 - itw xy sa‘àn (5CD set, AAVV, Viva Italia, IEM 2017)
- 2008 - kudi ch'vit'anc (head is whistling) (CD, AAVV, Zelphabet vol. G, Zelphabet 2009)
- 2009 - chooramuukk, girasrum (copper-nose, iron-head) (2CDr, AAVV, Framework 250, Framework edition 2010)
- 2014 - n'ungun'gesel (all six) (Le Forbici di Manitù & Various: Tinnitus Tales, 10"+2CD+book, Sussidiaria 2016)
- 2017 - zitternde Luft (Close to the Noise Floor presents... Noise Reduction System (Formative European Electronica 1974-1984, 4CD, Cherry Red 2017)

### "airthrob in"
- 1980 - since angle end (vitrified trajectory) (Cassetta, edizione privata)
- 1982 - Sound-Placing (Cassetta, Giancarlo Toniutti 0)

Antologie di airthrob in
- 1981 - Empty House (3LP+10"EP + Libretto Box Set, Giancarlo Toniutti, the early tapes period, VOD-Records 2009)
- 1981 - This silent room (3LP+10"EP + Libretto Box Set, Giancarlo Toniutti, the early tapes period, VOD-Records 2009)
- 1981 - einen Pfad lang (3LP+10"EP + Libretto Box Set, Giancarlo Toniutti, the early tapes period, VOD-Records 2009)
- 1982 - Im Atembauch (Cassetta, AAVV, Trax of Poland, Trax 1983)
- 1983 - endoplasia (Cassetta, AAVV, the Extinction, The Scream 1984)

### Paroksi-Eksta
con Daniele Pantaleoni, Giuliana Stefani, Massimo Toniutti.
(partecipazioni su compilation)
- 1985 - icona o la lue (Cassetta, AAVV, Morality, Broken Flag, 1985)
- 1985 - Pneuma ha ïato (2xLP, AAVV, F/hear this!, P.E.A.C.E., 1987)

### Con Massimo Toniutti, Mauro Teho Teardo
(partecipazioni su compilation)
- 1987 - è un animale, come un filobus (Cassetta, AAVV, Osculum Infame, M.T.T. Records 1987)

### Con Massimo Toniutti
- 2022 - Stratégies Obliques I (LP, Ferns Recordings)

(partecipazioni su compilation)
- 2017 - «gomitolo e controgomitolo» (gadda, cognizione, 52) (3CD, AAVV, Changez Retravaillé, Ricerca Sonora 2019)

## Pubblicazioni
- ...qerratararcitaqamiu... (...rise suddenly in the air...) Space as a Cultural Substratum: (Brandon LaBelle, Steve Roden eds., Site of Sound: of Architecture and the Earpp. 36–41, 1999, Errant Bodies Press)
- ǵuǵé xuláǵie guné (but with two blankets) The Noise of Histories: (http://www.23five.org/writings/toniutti2003[collegamento interrotto])
- páχat ‘áu páwijauna (five times she steps over him) The Adaptation to Forms: (FO A RM magazine, no.1, pp.18-22, spring/summer 2003)
- uul zavsarlax (separare la montagna) Modulazione della Velocità nel Suono Composto: (AAVV, "Atlante di numeri e lettere: alta velocità", pp. 78–83, 2004, CMT Comunicazioni)
- esqčaq tʷŋiksk (ho dormito a lungo) Narrazione come Continuità del Reale: antropologia comparativa intorno ai benandanti: (Tullio Angelini ed., "Di Prodigi Segreti: presenze e visioni di bendanti nel monfalconese", pp. 117–143, 2006, More Music)
- nylqytqinet nylgyl‘yg‘jet (they went through the smoke) The Individuation of Form is the Gift: (FO A RM magazine, no.5, autonomy, pp. 18–23, 2007)
- attyng tĭgĭrtĭ, tĭgĭrep, toxtapčadadyr (lo scalpiccìo dei cavalli ora risuona ora si interrompe) Il Mosaico delle Continuità Culturali: (Gianfranco Bucich ed., "Euro-Heimat: "stati" d'animo", pp. 1–22, 2008, CMT Comunicazioni)
- Á áyá yáat aa áa (c'è qualcuno qui seduto) L'Echinoderma della Percezione Passata: (Paolo Zavagna ed., "60dB", pp. 145–153, 2009, Olschki)

## Conferenze (parziale)
- Dōdūvar Dōldyksāl (ascoltando con le viscere) Acustica nello Sciamanesimo Siberiano. 3 aprile 1998, Udine. "Interzona: trance, stati alterati di coscienza"[3]
- Ollol Ymymychiir (the fish are supposed to come) Convergence is Continuity. 20 novembre 2004, Middlesex University, Londra. "noisetheorynoise#2"[4]
- Ábang náda me‘t', cy‘t' tfyrged'-esang (ho bisogno di rame per saldare l'arco) La Nozione di Mesostruttura. 18 ottobre 2006, Università degli Studi, Udine. "Pushing the Medium #3"[5]
- Kthm‘in wolwol iwlwirwin (a bone-thimble length) Unshared Codes like Marsupials. 25 novembre 2006, The University of Aberdeen, Aberdeen. "SoundAsArt :: Burring of the Boundaries"[6]
- Kʷys'acághahar (le coste della culla) Materia per "Nonsoundscapes". 30 aprile 2010, Fondazione Cini, Venezia. "Prassi esecutive e compositive con l'elettronica: soundscapes"[7]